# Charles Master
Charles Master (Porto Alegre, 11 de dezembro de 1967) é um cantor, compositor, baixista e guitarrista brasileiro, membro da banda gaúcha TNT e também possui sua carreira solo, lançada no ano de 2001.

## Biografia
Charles Master começou a compor ainda na infância no bairro Bom Fim onde morava. Na adolescência com o melhor amigo de infância, Flávio Basso, começou a compor em parceria. Em seguida, fundaram a banda TNT. À frente do TNT, como cantor, compositor, e baixista, compôs clássicos do rock gaúcho como "Entra Nessa", "Cachorro Louco", "Ana Banana", "Não Sei", "A Irmã do Dr. Robert", "Gata Maluca", "Nunca Mais Voltar", "Oh, Deby!", "Baby", "Estou na Mão", entre outros.
Em 2001, iniciou sua carreira solo, quando gravou e lançou o álbum homônimo Charles Master, pela gravadora Som Livre. Em 2008, lançou seu segundo álbum em carreira solo, Ninguém é Perfeito, com nove canções inéditas e duas regravações. 
Em 19 de maio de 2011, gravou seu primeiro DVD em carreira solo, no Opinião, e que contou com as participações de Armandinho, nas faixas "Outra Noite Que Se Vai" e "O Meu Maior Defeito"; e Piá, na faixa "Na Minha". 

## Discografia
| Ano  | Álbum                        | Formatos | Gravadora    |
| ---- | ---------------------------- | -------- | ------------ |
| 1987 | TNT                          | LP       | RCA          |
| 1988 | TNT II                       | LP       | RCA          |
| 1991 | Noite Vem, Noite Vai         | LP       | RCA          |
| 2004 | Ao Vivo                      | CD, DVD  | Orbeat Music |
| 2005 | Um por Todos ou Todos por Um | CD       | Orbeat Music |

| Ano  | Álbum              | Formatos | Gravadora         |
| ---- | ------------------ | -------- | ----------------- |
| 2001 | Charles Master     | CD       | Som Livre         |
| 2008 | Ninguém é Perfeito | CD       | Pimenta Produções |
| 2011 | Ao Vivo            | CD, DVD  | Pimenta Produções |

## Prêmios e indicações

### Prêmio Açorianos
| Ano  | Categoria         | Indicação      | Resultado |
| ---- | ----------------- | -------------- | --------- |
| 2005 | Intérprete de Pop | Charles Master | Indicado  |